# П'ять шляхів Едо
П'я́ть шляхі́в Е́до (яп. 五街道, ごかいどう, МФА: [gokai̯doː]) — найголовніші дороги в Японії 17 — 19 століття. Починалися з міста Едо й прямували в різні кутки країни.

## Основні
- Східноморський шлях (東海道, とうかいどう,  Токай-до) — сполучав Шінаґаву з містом Оцу (пізніше з містечком Моріґуті)
- Середгірський шлях (中山道, なかせんどう, Накасен-до) — сполучав район Ітабасі з містом Моріяма.
- Ніккоський шлях (日光道中, にっこうどうちゅう, Нікко-дотю) — сполучав район Сендзю з містечком Хатіїсі
- Муцівський шлях (奥州道中, おうしゅどうちゅう, Осю-дотю) — сполучав район Сірасава з містом Сіракава.
- Кайський шлях (甲州道中, こうしゅうどうちゅう, Косю-дотю) — сполучав Шінджюку з містом Сімо-Сува.

Перші два шляхи були головними державними магістралями, що сполучали головне місто сьоґунату Едо з японською столицею Кіото. Третій шлях пролягав між Едо та Нікко, місцем поховання засновника сьоґунату Токуґави Ієясу. Четвертий шлях сполучав Едо з віддаленим регіоном Тохоку, а п'ятий — з провінцією Кай.
Шляхи були власністю сьоґунату, хоча й проходили територією автономних уділів. Усіма шляхами, а також дотичними до них дорогами, завідував чиновник сьоґунату — управитель шляхів (道中奉行, どうちゅうぶぎょう).

## Інші
- Мітоський шлях (Едо — Міто)